# Cole Grossman
Nicholas Holland "Cole" Grossman (St. Louis, Missouri, Estados Unidos, 10 de abril de 1989) y es un exfutbolista estadounidense. Se desempeñaba como mediocampista y actualmente es analista en el CD Leganés  de la Liga Smartbank de España.

## Clubes
| Club             | País           | Año         |
| ---------------- | -------------- | ----------- |
| Duke Blue Devils | Estados Unidos | 2007 - 2008 |
| Cary Clarets     | Estados Unidos | 2009        |
| Duke Blue Devils | Estados Unidos | 2010        |
| Columbus Crew    | Estados Unidos | 2011 - 2012 |
| Real Salt Lake   | Estados Unidos | 2012 - 2014 |
| Stabæk IF        | Noruega        | 2015 - 2017 |